# Wappen von Głuchołazy

Wappen der Stadt

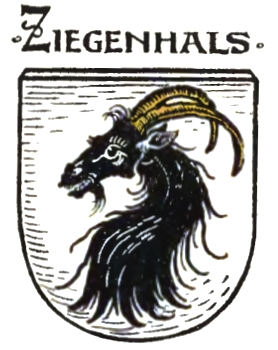
Das Wappen nach Otto Hupp 1898

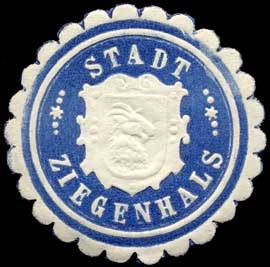
Alte Siegelmarke

Das Wappen der Stadt und der Gemeinde Głuchołazy (Bad Ziegenhals) zeigt einen schwarzen Ziegenkopf mit Hals vor einem silbernen (weißen) Hintergrund. Es handelt sich mit Bezug auf den deutschen Ortsnamen Ziegenhals um ein redendes Wappen. Es geht zurück auf alte Siegel der Stadt aus dem 17. Jahrhundert.
Ziegenböcke sind eine weit verbreitete gemeine Figur in der Heraldik.

## Beschreibung
Blasonierung = Im silbernen Schilde ein schwarzer, nach rechts gewendeter Ziegenkopf mit goldenen Hörnern.
Die zugehörige Stadtflagge ist weiß-blau diagonal gestreift und hat den Ziegenkopf in der linken oberen Ecke.

## Geschichte
Ein großes Siegel, von dem ein Abdruck von 1614 vorhanden ist, zeigt bereits den nach rechts gewendeten Ziegenkopf. Die Umschrift ist jedoch nicht leserlich. Ein etwas kleineres Siegel von 1622 mit demselben Symbol hat die teilweise lesbare Umschrift „S. CIVITATIS (…)GENHALS“. Ein kleines Siegel aus dem 17. Jahrhundert hat die Umschrift „S. ZIGENHALS . CIVITATIS“. Auch auf späteren Siegeln blieben die Symbole unverändert.

## Das Wappen als Schmuck
Das Wappen befindet sich an einigen Bauwerken als Fassadenschmuck. Es findet sich u. a. an einer Heilquelle und auf dem Ring (Rynek) als Mosaik auf dem Boden und an der Fassade der Stadtverwaltung.

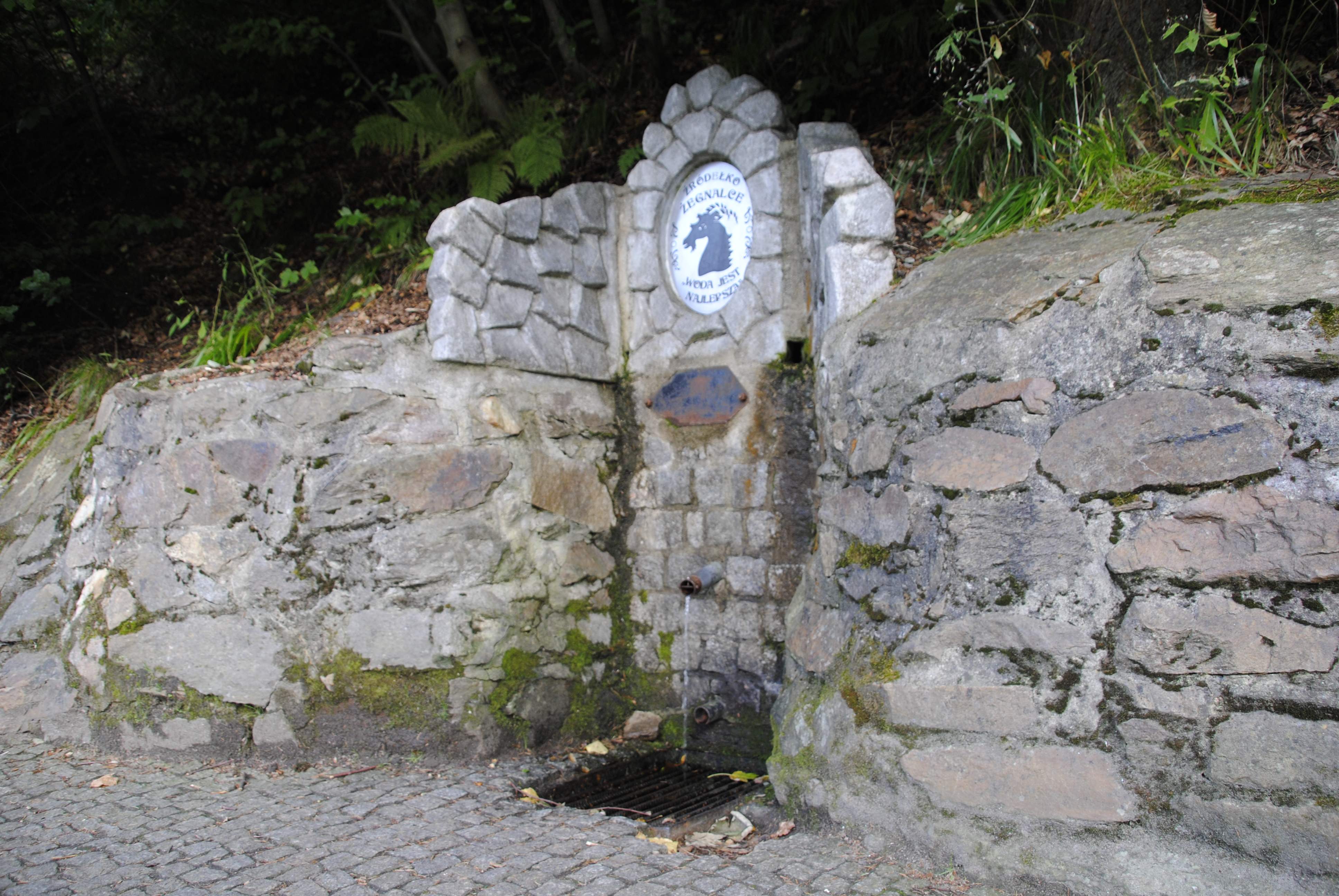
An einer Heilquelle
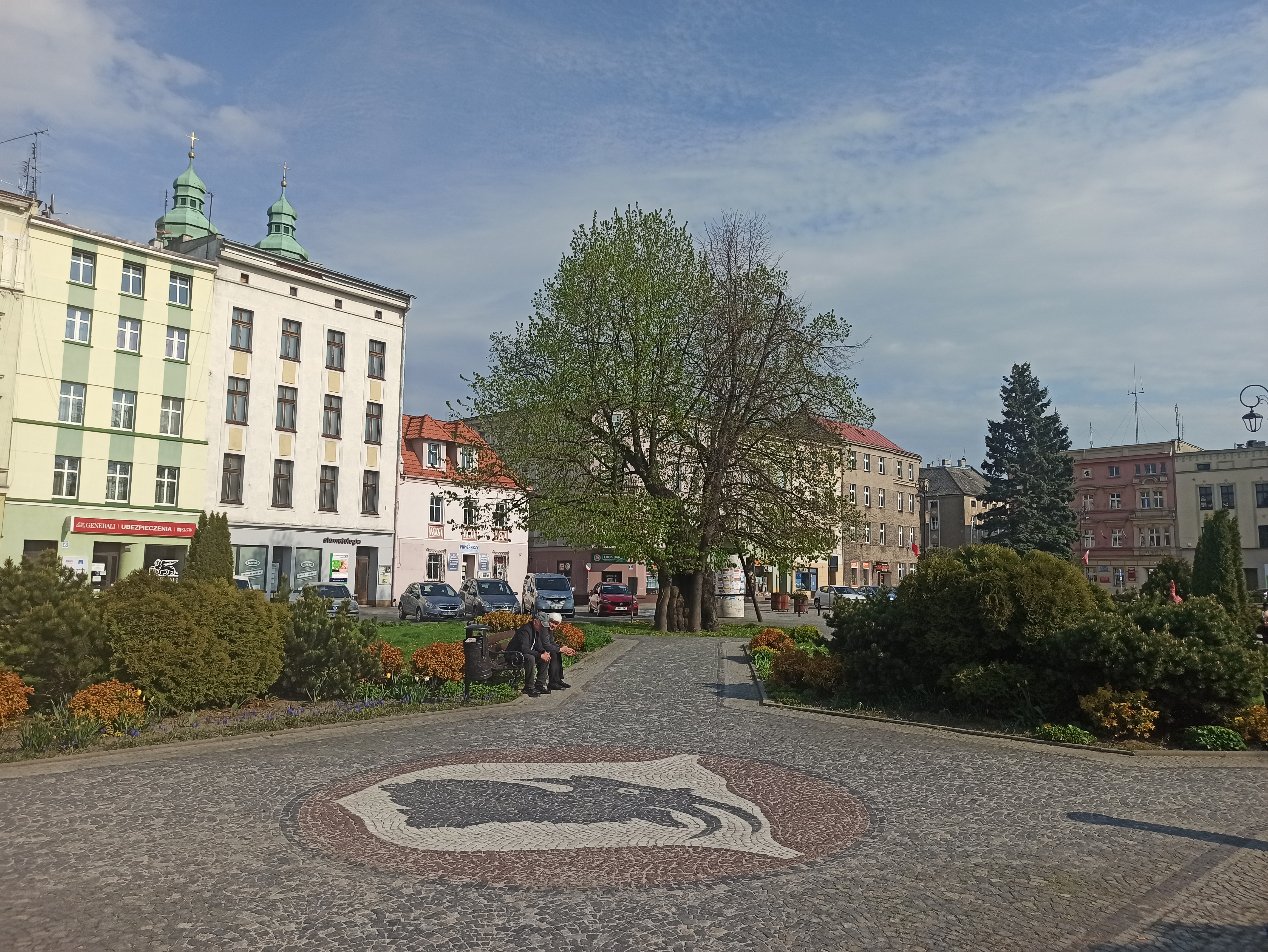
Das Wappenmosaik auf dem Ring
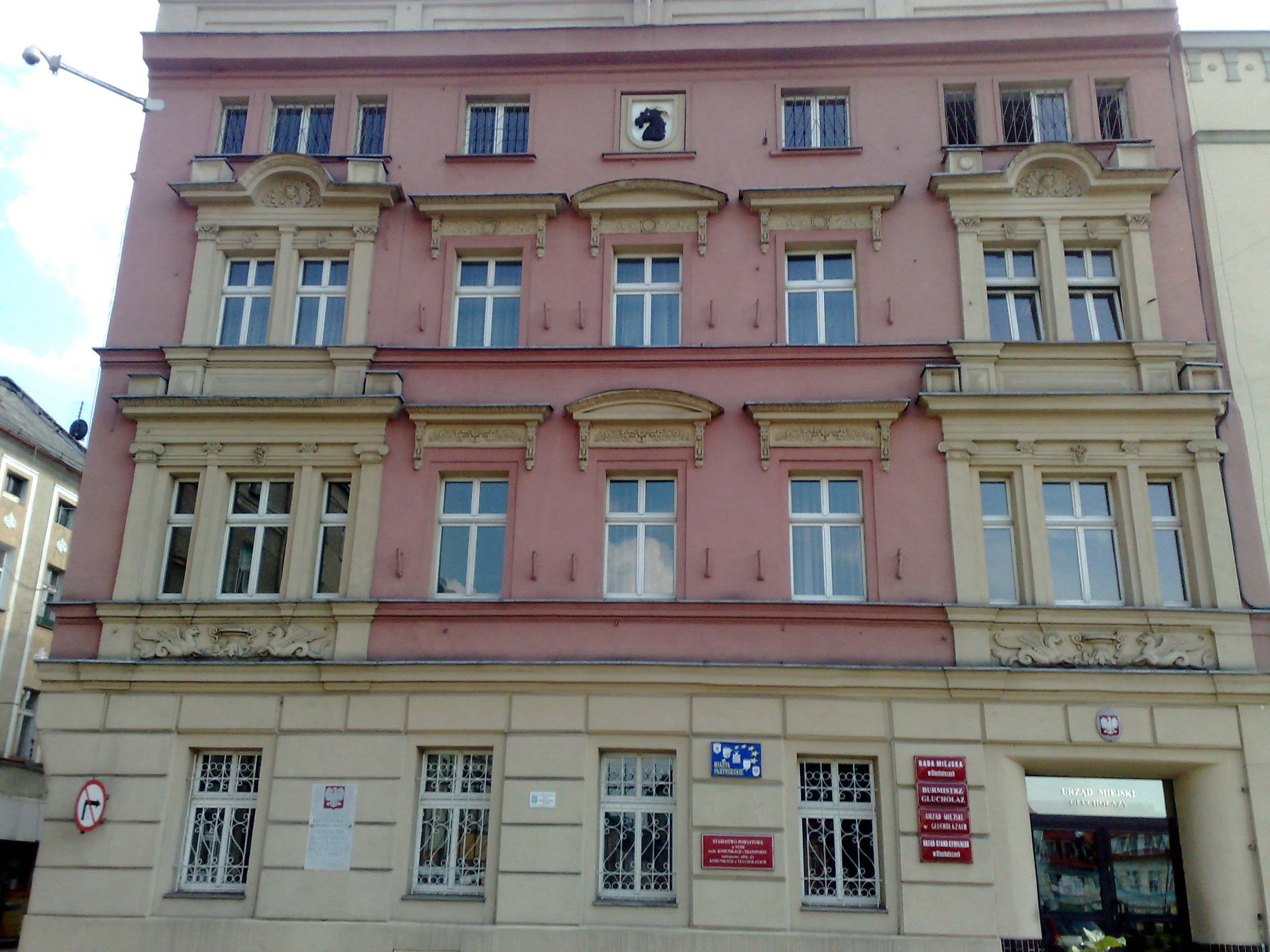
Stadtverwaltung mit Wappen